# Сан Годенцо
Са̀н Годѐнцо (на италиански: San Godenzo) е село и община в централна Италия, провинция Флоренция, регион Тоскана. Разположено е на 404 m надморска височина. Населението на общината е 1258 души (към 2010 г.).